# 上田温泉電軌青木線
青木線（あおきせん）は、長野県上田市の上田駅と同県小県郡青木村の青木駅を結んでいた、上田温泉電軌（温電、上田交通の前身事業者の一つ）の軌道路線。1938年に廃止された。

## 概要
青木線の上田 - 上田原間は実質的に上田電鉄別所線の前身にあたる。1921年の開業当初は上田市の千曲川左岸で上田橋近くにある三好町駅（初代、現三好町1丁目交差点付近）を起点とし、現在の国道143号線上の併用軌道で青木とを結んでいた。途中の上田原から別所温泉まで支線の川西線（現別所線）が引かれた。1924年に千曲川鉄橋が開通すると起点は鉄道省線（現・JR東日本、しなの鉄道）上田駅に変更され、上田 - 三好町（初代）が専用軌道となった。1927年に千曲川鉄橋と上田原の間の専用軌道が開通し、三好町駅（初代）は城下駅に、三好町三丁目駅は三好町駅（2代目）にそれぞれ移動の上改称した。城下 - 上田原間は青木線と川西線の変則複線となり、上田原 - 青木間はその後も併用軌道で結ばれていた。廃止後は上田 - 上田原間を川西線に編入。変則複線の青木線側が撤去されて単線になり、現在の別所線へと引き継がれている。

### 路線データ
路線廃止時
- 路線距離（営業キロ）：上田 - 青木間11.4km
- 軌間：1,067mm
- 駅数：14
- 複線区間：城下 - 上田原間（変則的）
- 電化区間：全線電化（直流600V）

## 歴史
上田交通の前身は上田丸子電鉄、さらにさかのぼると、丸子鉄道（株）と上田温泉電軌（のちに（株）上田電鉄）となるが、2社は設立目的が違っていた。前者が丸子町の製糸業者が生糸を輸送する目的で設立した産業企業、後者は千曲川左岸の温泉地、別所温泉・田沢温泉・沓掛温泉を結ぶ目的で設立された観光企業としての性格が強い。当然設立された当初は、上田市と温泉地を結ぶ路線を開通させることが目標となる。従って青木線が別所線（開通当初は川西線）と共に最初の路線として開通したのは当然といえよう。
青木線は当時、長野県道2号線と呼ばれていた現在の長野県道77号長野上田線・国道143号線を借用して建設された軌道線で、ポール集電による四輪単車が主力のいわゆる路面電車だが、千曲川鉄橋が開通すると上田 - 三好町間が専用軌道になり、さらに路線変更・変則複線化によって上田原にまで伸びた。だが経営不振の影響から終点青木までの全線専用軌道化はならなかった。そのため借用期限が切れた1938年（昭和13年）、併用軌道分が廃止になったことにより事実上廃止となった。早く開通しながら早く廃止になったのはまさに皮肉であった。
- 1919年（大正8年）
  - 3月 上田温泉軌道発起人会設立
  - 6月 青木線三好町 - 青木間の軌道敷設認可を鉄道省（現・国土交通省）に申請
  - 11月10日 軌道特許状下付（小県郡城下村-同郡青木村間、同郡川辺村-同郡別所村間）[1]。
- 1920年（大正9年）
  - 1月 上田温泉軌道[2]設立され、工事開始
  - 11月19日 特許権を上田温泉電軌へ譲渡（許可）[3]。
  - 11月 上田温泉電軌[4]に社名変更
- 1921年（大正10年）
  - 6月17日 青木線三好町 - 青木間10.6 km開業、三好町・三好町三丁目・上田原・宮島・福田・古吉町・小泉・白銀・出浦・当郷・殿戸・村松・青木の各駅開業
  - 9月12日頃 三好町 - 三好町三丁目間に三好町二丁目停留所が開業（廃止日不明）
- 1924年（大正13年）8月 千曲川鉄橋開通し省線上田駅に乗り入れ青木線11.4 km全通、川西上田駅開業。
- 1925年（大正14年）1月8日 上田 - 三好町間に諏訪形停留所が開業
- 1927年（昭和2年）12月 千曲川鉄橋 - 上田原間が専用軌道となり、三好町停留所・三好町三丁目停留所を専用軌道上に移設し、それぞれ城下停留所・三好町停留所に名称変更。城下 - 上田原間は変則複線化。
- 1932年（昭和7年）9月 三好町 - 上田原間に赤坂上停留所設置
- 1938年（昭和13年）
  - 1月1日 諏訪形停留所廃止[5]
  - 7月25日[6] 上田原 - 青木間の併用軌道が長野県からの借用期限が切れたため廃止
- 1939年（昭和14年）8月30日 社名を上田電鉄に変更
- 1941年（昭和16年） この年までに城下 - 上田原間の変則複線のうち旧青木線分の線路などを撤去
  - 城下 - 上田原間の線路跡は上田交通所有の鉄道用地として、現在もほぼそのまま残っている。

## 駅一覧
- 全駅長野県に所在。
- 駅名および所在地は廃止時点のもの。2024年現在は上田駅 - 出浦駅は上田市、当郷駅 - 青木駅は青木村になっている。
- 上田駅 - 上田原駅間は別所線の一部として現存。

| 駅名     | 累計キロ | 累計キロ | 接続路線                                    | 所在地 | 所在地 |
| 駅名     | 駅間     | 累計     | 接続路線                                    | 所在地 | 所在地 |
| -------- | -------- | -------- | ------------------------------------------- | ------ | ------ |
| 上田駅   | -        | 0.0      | 日本国有鉄道：信越本線 上田温泉電軌：北東線 | 上田市 | 上田市 |
| 城下駅   | 0.8      | 0.8      |                                             | 上田市 | 上田市 |
| 三好町駅 | 0.7      | 1.5      |                                             | 上田市 | 上田市 |
| 赤坂上駅 | 0.7      | 2.2      |                                             | 小県郡 | 川辺村 |
| 上田原駅 | 0.7      | 2.9      | 上田温泉電軌：川西線                        | 小県郡 | 川辺村 |
| 宮島駅   | 1.0      | 3.9      |                                             | 小県郡 | 泉田村 |
| 福田駅   | 0.3      | 4.2      |                                             | 小県郡 | 泉田村 |
| 古吉町駅 | 0.9      | 5.1      |                                             | 小県郡 | 泉田村 |
| 小泉駅   | 0.7      | 5.8      |                                             | 小県郡 | 泉田村 |
| 白銀駅   | 1.6      | 7.4      |                                             | 小県郡 | 浦里村 |
| 出浦駅   | 1.2      | 8.6      |                                             | 小県郡 | 浦里村 |
| 当郷駅   | 0.6      | 9.2      |                                             | 小県郡 | 浦里村 |
| 殿戸駅   | 0.7      | 9.9      |                                             | 小県郡 | 青木村 |
| 村松駅   | 0.8      | 10.7     |                                             | 小県郡 | 青木村 |
| 青木駅   | 0.7      | 11.4     |                                             | 小県郡 | 青木村 |

## 使用車両
デ1形
デ1 - 11
上田温泉電軌は開業の折、玉川電気鉄道（現在の東京急行電鉄軌道線）が東京市電（現在の東京都電）に乗り入れるため改軌（1067mm→1372mm）して廃車になった車両を9両購入。さらに駿遠電気（現在の静岡鉄道）経由で2両購入しているが、車輪がチルト＝鋳物タイプであるためよく脱輪していた。後に鉄製に換えられるが使い勝手が悪かったのか、1932年（昭和7年）から廃車が始まり、廃止の当日（＝1938年（昭和13年）7月25日）にはデ2・8・11号の3両しか残っていなかった。この間デ9形は電動貨車となりデワ1形と改番している（1924年（大正13年）に、デワ1形は1949年（昭和24年）電動車に戻され、上田丸子電鉄のモハ1形1号となる）。
戦前に樋之沢駅に待合室として使用されていた廃車体があったが、車体に描かれたナンバーは16であった
デ12 - 15
新製車両で1922年（大正11年）に4両新造された。スタイルは玉川電気鉄道の1形に似たもので、後に別所線用に新造されるデナ200形と共に、絵になる電車として親しまれた。廃止と同時に菊池電気軌道（現在の熊本電気鉄道）に譲渡されている。
サ1形
サ1-4
デ1形1-9と共に玉川電気鉄道から4両購入したが、1-11以上に使い勝手が悪かったのか、すぐ廃車になっている。
デ1形は青木線だけでなく別所線や西丸子線でも使用され、上田丸子電鉄となってからは残った車両がモハ1形となりさらに、モハ1110形と改番され1957年（昭和32年）まで使用されていた。

## 備考
戦後、青木線を上田 - 松本間の地方鉄道線として復活する計画があり、松本電気鉄道（現在のアルピコ交通）との共同出資で上田松本電鉄を設立。1952年（昭和27年）に運輸省（現・国土交通省）から工事敷設の認可を得たが、着工に至らず幻と消えてしまった。